# Overneath the Path of Misery
«Overneath the Path of Misery» es el primer sencillo promocional del álbum Born Villain de Marilyn Manson, El video surgió para dar promo a la exposición de arte Path of Misery en México la cual empezó a mediados del 2011 y terminó a inicios del 2012, el título del tema fue rebelado en una conferencia de prensa en dicho país, siendo así el primer tema filtrado del álbum. La canción cuenta con un formato single el cual solo tuvo 150 copias, para edición limitada en única venta por Internet.

## Video
El vídeo es llamado Born Villain Trailer fue visto por primera vez en un pequeño teatro con acceso VIP Silent Movie. Donde solo asistieron celebridades, amigos y familia de Marilyn Manson, y en la exposición de arte del cantante en México.
El vídeo cuenta con mucha escenografía y escenas gore consideradas para mayores de 18 años. El vídeo es una descripción del título del álbum, Nací Villano - La manera en el uso de armas y los signos burla-religiosa.

### Versión Alternativa
El vídeo cuenta con una segunda versión, llamada The Words. La canción es versionada a una tonada lenta, donde se hablan más no se cantan los versos del tema. El vídeo es en blanco y negro y son escenas de Manson acomodando su chaqueta de cuero, moviendo sus lentes y untando el labial por todo su rostro.

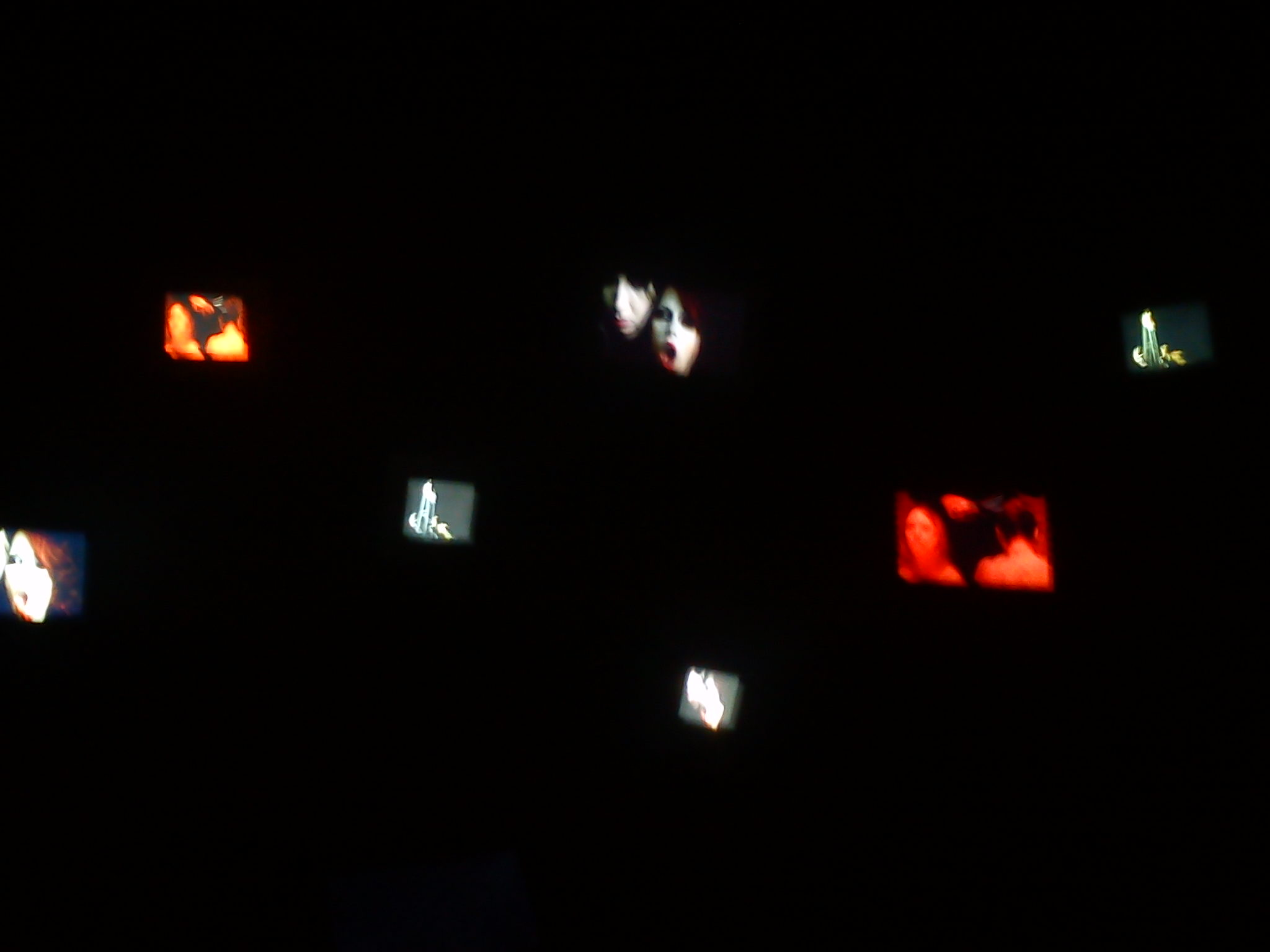
Exposición visual del vídeo Born Villain Trailer con el tema Overneath the Path of Misery mediante exposición de arte The Path of Misery desde el Antiguo Colegio de San Ildefonso ubicado en México, Distrito Federal

## Curiosidades
- El vídeo recibió millones de visitas a los minutos de filtrarse a la web.
- Es el primer vídeo de Born Villain.
- The Path of Misery la exposición de arte en México, fue inspirada por el tema. Las obras presentadas describían la miseria de este mundo, representando un camino de desgracia, Para esto Manson declaró Me invitaron, iba traer mis pinturas de Drogas pero al ver la temática del museo traje estas.
- El sencillo solo tuvo 100 copias como edición limitada para internet, hasta ahora no han salido más copias.

## Premios
O Music Awards
Overneath the Path of Misery tiene una nominación como el mejor No es Porno, Es Arte en la categoría Too much ass for TV en los O Music Awards en MTV. Esto sorprendió mucho a los fanes ya que apenas tenía pocas semanas de haberse publicado el videoclip y ya estaba nominado en unos premios. La prensa opinó que es muy buen indicio de que la carrera de Manson mejorara significativamente. El vídeo fue una muy buena inversión ya que expresa sentimientos del cantante a su público. Mucha escenografía y muchos actores secundarios contiene el videoclip. El 27 de octubre se dieron a conocer los resultados, y Manson ganó el premio.

## Lista de canciones
- CD / DVD Single

| * DVD |                                                       |          |  |
| N.º   | Título                                                | Duración |  |
| 1.    | «Overneath the Path of Misery» (Born Villain Trailer) | 6:30     |  |